# Neseuterpia couturieri
Neseuterpia couturieri là một loài bọ cánh cứng trong họ Cerambycidae.